# Tour des Flandres 1950
Le Tour des Flandres 1950 est la 34e édition du Tour des Flandres. La course a lieu le 2 avril 1950, avec un départ à Gand et une arrivée à Wetteren sur un parcours de 273 kilomètres. 
Le vainqueur final est pour la deuxième année consécutive, l'Italien Fiorenzo Magni, qui s'impose en solitaire à Wetteren. Le Belge Briek Schotte et le Français Louis Caput complètent le podium.
La course est l'une des épreuves comptant pour le Challenge Desgrange-Colombo.

## Classement final
|    | Coureur               | Pays     | Équipe             | Temps           |
| -- | --------------------- | -------- | ------------------ | --------------- |
| 1  | Fiorenzo Magni        | Italie   | Wilier Triestina   | 8 h 15 min 00 s |
| 2  | Briek Schotte         | Belgique | Alcyon-Dunlop      | + 2 min 15 s    |
| 3  | Louis Caput           | France   | Olympia-Dunlop     | + 9 min 20 s    |
| 4  | Maurice Diot          | France   | Mercier-Hutchinson | + 9 min 20 s    |
| 5  | André Maelbrancke     | Belgique | Star Nord          | + 9 min 20 s    |
| 6  | Eugène Van Roosbroeck | Belgique | Alcyon-Dunlop      | + 9 min 20 s    |
| 7  | Valère Ollivier       | Belgique | Bertin-Wolber      | + 12 min 15 s   |
| 8  | Roger Gyselinck       | Belgique | Groene Leeuw       | + 12 min 15 s   |
| 9  | Basiel Wambeke        | Belgique | Condor             | + 13 min 15 s   |
| 10 | César Marcelak        | France   | Mercier-Hutchinson | + 15 min 10 s   |